# الیزا
الیزا (به فنلاندی: Elisa) شرکت مخابراتی فنلاندی است، که در سال ۱۸۸۲ تأسیس شد، ولی تا ماه ژوئیه سال ۲۰۰۰ با نام اچ‌پی‌وای شناخته می‌شد.
در سال ۲۰۰۷ شمار کارکنان شرکت الیزا در حدود ۳ هزار نفر اعلام شد. در بخش خدمات تلفن همراه، شرکت الیزا یک قرارداد بلندمدت همکاری با شرکت وودافون منعقد کرده‌است. دفتر مرکزی این شرکت در شهر هلسینکی، فنلاند قرار دارد و بخشی از سهام آن در بازار بورس هلسینکی معامله می‌شود.